# Єременко Федір Ісакович

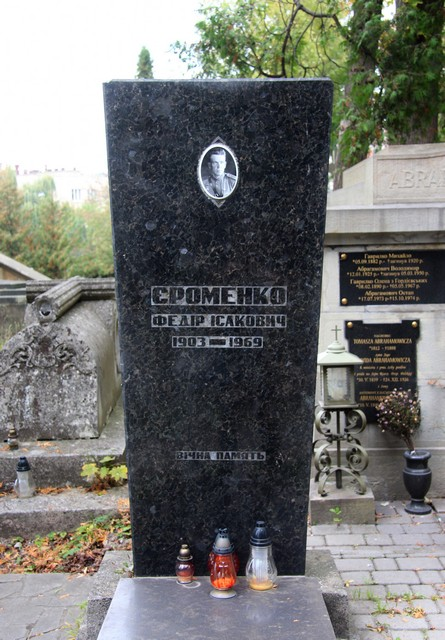

Фе́дір Іса́кович Єре́менко (17 (30) травня 1904 , Єлисаветград, Херсонська губернія  — 22 жовтня 1969 , Львів ) — український радянський партійний діяч, голова Львівського міськвиконкому, заступник голови Львівського облвиконкому. Депутат Верховної Ради УРСР першого скликання (1940–1947).

## Біографія
Народився 17 (30) травня 1904 року в родині робітника в Єлисаветграді, тепер місто Кропивницький, Кіровоградська область, Україна. Трудову діяльність розпочав у шістнадцятирічному віці. Працював столяром на заводі «Червона Зірка» в Єлисаветграді.
У 1924–1930 роках — слухач підготовчих курсів, студент Єлисаветградського (Зінов'євського) вечірнього машинобудівного інституту імені Леніна. Здобув спеціальність інженера-механіка. З 1930 року працював інженером Київського Червонопрапорного заводу («Арсенал»).
У 1930–1932 роках — у Червоній армії. 
Член ВКП(б) з 1931 року.
У 1932–1937 роках — інженер-механік, у 1937–1938 роках — заступник секретаря партійного комітету КП(б)У Київського Червонопрапорного машинобудівного заводу («Арсенал»).
У 1938 — травні 1939 року — 1-й секретар Кіровського районного комітету КП(б)У міста Києва. Делегат XVIII з'їзду ВКП(б) (1939).
З 19 травня по вересень 1939 року — 3-й секретар Київського міського комітету КП(б)У.
У вересні — листопаді 1939 року — голова Тимчасового управління міста Львова. У 1939 — червні 1941 року — голова Львівської міської ради депутатів трудящих.
1940 року був обраний депутатом Верховної Ради УРСР першого скликання по Сталінському виборчому округу № 341 міста  Львова.
Від початку німецько-радянської війни уповноважений ЦК КП(б)У на залізничних станціях Імені Тараса Шевченка, Знам'янка (3 липня — 5 серпня 1941), уповноважений ЦК КП(б)У з випуску оборонної продукції у Харкові, Сталіно, Ворошиловграді (10 серпня — 7 листопада 1941). З 25 листопада 1941 по 16 квітня 1942 року — слухач курсів вищого політичного складу Артилерійської ордена Леніна Академії Червоної армії імені Дзержинського, місто Самарканд.
З 1 травня по 1 червня 1942 року — у Червоній армії, у резерві Головного політичного управління РСЧА, Москва. Учасник німецько-радянської війни з червня 1942 року. Служив у 1942 році заступником начальника політичного відділу 12-ї армії, у 1942 — листопаді 1943 року — заступником з політичної частини начальника штабу 12-ї армії, у листопаді 1943 — 1945 році — заступником з політичної частини начальника штабу 12-ї армії. Воював на Південно-Західному, Брянському, 3-му і 1-му Українському фронтах.
У (затв. у липні) 1946 — грудні 1948 року — 1-й секретар Сталінського районного комітету КП(б)У міста Львова.
У грудні 1948 — січні 1950 року — секретар Львівського міського комітету КП(б)У. У січні — вересні 1950 року — 2-й секретар Львівського міського комітету КП(б)У.
У 1950 — 9 лютого 1954 року — заступник голови виконавчого комітету Львівської обласної ради депутатів трудящих.
У 1954 — 28 грудня 1965 року — начальник Львівського обласного управління автомобільного транспорту і шосейних шляхів (обласного управління будівництва і експлуатації шосейних шляхів).
З грудня 1965 року — на пенсії у Львові.
Похований на полі № 1 Личаківського цвинтаря.

## Звання
- підполковник

## Нагороди
- орден Червоного Прапора (13.06.1945)
- орден Вітчизняної війни ІІ ст. (14.06.1943)
- орден Червоної Зірки (20.11.1943)
- орден «Знак Пошани» (23.01.1948)
- ордени
- медалі